# Levelock
Levelock és una concentració de població designada pel cens dels Estats Units a l'estat d'Alaska. Segons el cens del 2000 tenia 122 habitants.

## Demografia
Segons el cens del 2000, Levelock tenia 122 habitants, 45 habitatges, i 25 famílies La densitat de població era de 3,2 habitants/km².
Dels 45 habitatges en un 37,8% hi vivien nens de menys de 18 anys, en un 33,3% hi vivien parelles casades, en un 11,1% dones solteres, i en un 44,4% no eren unitats familiars. En el 42,2% dels habitatges hi vivien persones soles l'11,1% de les quals corresponia a persones de 65 anys o més que vivien soles. El nombre mitjà de persones vivint en cada habitatge era de 2,71 i el nombre mitjà de persones que vivien en cada família era de 3,96.
Per edats la població es repartia de la següent manera: un 40,2% tenia menys de 18 anys, un 8,2% entre 18 i 24, un 22,1% entre 25 i 44, un 22,1% de 45 a 60 i un 7,4% 65 anys o més.
L'edat mediana era de 28 anys. Per cada 100 dones hi havia 144 homes. Per cada 100 dones de 18 o més anys hi havia 128,1 homes.
La renda mediana per habitatge era de 18.750 $ i la renda mediana per família de 31.667 $. Els homes tenien una renda mediana de 30.417 $ mentre que les dones 30.417 $. La renda per capita de la població era de 12.199 $. Aproximadament el 16,7% de les famílies i el 24,5% de la població estaven per davall del llindar de pobresa.

## Poblacions més properes
El següent diagrama mostra les poblacions més properes.